# La Coquille et le Clergyman
La Coquille et le Clergyman est un moyen métrage français réalisé par Germaine Dulac d'après un scénario d'Antonin Artaud, projeté le 9 février 1928 au Studio des Ursulines à Paris. Il s'inscrit dans le courant du cinéma surréaliste.

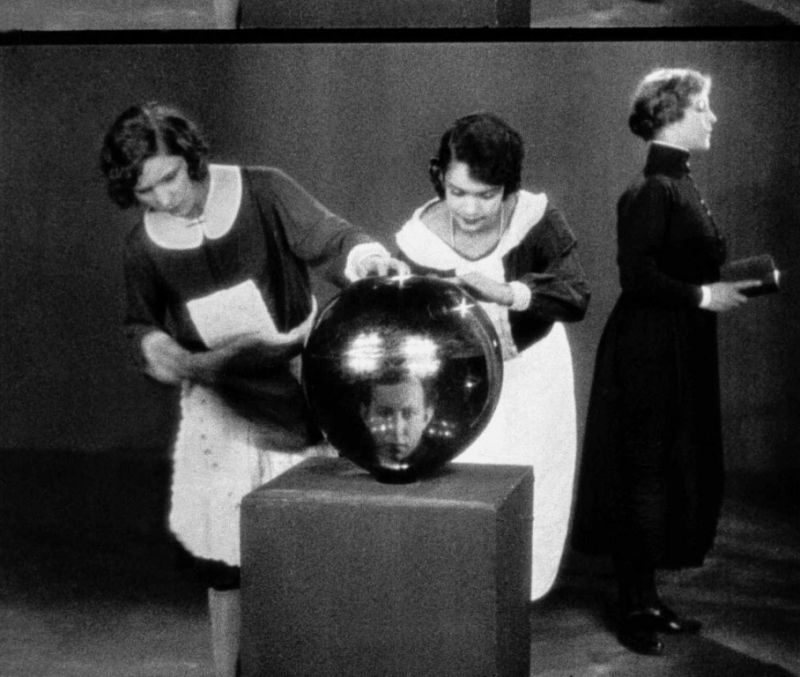
La Coquille et le Clergyman (1928).

## Séquences
Un homme habillé de noir, un clergyman, verse, à l'aide d'une grande coquille d'huître, un liquide noir dans des flacons qu'il brise ensuite. Une porte s'ouvre, un officier couvert de médailles apparaît, brise la coquille avec son sabre et sort. Le  clergyman le suit à quatre pattes jusque dans la rue. Une calèche passe, à l'intérieur l'officier et une belle femme blonde ; le clergyman les suit dans une église. L'officier est assis dans un confessionnal, le clergyman se jette sur lui, mais l'officier est maintenant habillé en prêtre et son visage se transforme ; la femme regarde. 
Des couloirs, une clé, des portes : l'officier et la femme. Le clergyman les poursuit, une porte, la cabine d'un bateau. Les mains du clergyman, l'image du cou de la femme, d'un bateau, d'un paysage phosphorescent.
Une pièce que nettoient des femmes de chambres, au milieu une énorme boule de verre, dans la boule, la tête du clergyman. Le clergyman et la femme se présentent devant un prêtre qui est l'officier. Le clergyman casse la boule de verre, il a à la main sa grande coquille avec laquelle il boit un liquide sombre. La mer, un bateau, le clergyman jette à l'eau le prêtre-officier. 
Le clergyman est dans un confessionnal, il se jette sur la femme blonde, veut saisir ses seins, une carapace de coquillages l'en empêche, mais il arrache cette carapace et la brandit. Des couples dansent, amoureux, dans une salle de bal, l'officier et la femme trônent au-dessus d'eux. Le clergyman se matérialise, avec dans les mains sa grande coquille. L'officier et la femme disparaissent. L'habit du clergyman s'allonge et se transforme en une sorte de chemin noir. La femme court sur un chemin, le clergyman court aussi ; ils courent séparément, presque immobiles. Un couloir, une porte, le clergyman fait signe, à côté de lui, la grosse boule de verre et dedans l'image du visage de la femme.

## Artaud surLa Coquille et le Clergyman
« J'ai cherché dans le scénario à réaliser cette idée de cinéma visuel où la psychologie même est dévorée par les actes. (...) Ce scénario recherche la vérité sombre de l'esprit, en des images issues uniquement d'elles-mêmes, et qui ne tirent pas leur sens de la situation où elles se développent mais d'une sorte de nécessité intérieure et puissante qui les projette dans la lumière d'une évidence sans recours. »

— Antonin Artaud, Cinéma et Réalité

## Fiche technique
- Titre : La Coquille et le Clergyman
- Réalisation : Germaine Dulac
- Scénario : Antonin Artaud
- Image : Paul Parguel et Paul Guichard
- Production : Germaine Dulac
- Société de production : Studio-Films (Paris)
- Pays de production : France
- Format : Noir et blanc - 1,33:1 - Film muet
- Genre : Film surréaliste
- Durée : 44 minutes (durée variable selon les copies)
- Date de sortie : 9 février 1928

## Distribution
- Alex Allin : le clergyman
- Génica Athanasiou : la femme
- Lucien Bataille : l'officier

## Critiques et réception
À sa sortie, le film est incompris par une grande partie du public, et  la censure britannique le retire des écrans au motif qu'« il est si obscur qu'il semble pratiquement dénué de sens, mais si sens il y a, il ne saurait être qu'inconvenant ».  La première est par ailleurs perturbée par un chahut de surréalistes, Breton et Aragon en tête, venus contester Dulac et soutenir Artaud, qui empêché, s'est vu remplacer par un tiers dans le rôle du clergyman et qui estime avoir été écarté du film,,. 
Pour Jacques-B. Brunius et Jean-Pierre Pagliano, le scénario poétique a été « gâché à la réalisation par le jeu médiocre d'Alex Allin ».

## Documentaires
- Tumulte aux Ursulines, d'Alexandre Deschamps, Nicolas Droin, Laurent Navarri, 2008, avec Alain Virmaux et Prosper Hillairet[5]
- Surimpressions, de Nicolas Droin, 2009, avec Alain Virmaux, Sandy Flitterman Lewis, Tami Williams, Prosper Hillairet[6]